# Dissidia Final Fantasy
Dissidia Final Fantasy (ディシディア ファイナルファンタジー?, Dishidia Fainaru Fantajī) è un videogioco sviluppato da Square Enix per PSP facente parte del progetto per il ventesimo anniversario della serie di Final Fantasy; è un picchiaduro misto ad elementi d'azione ed RPG.
Il gioco unisce venti personaggi tratti dai primi dieci capitoli della serie più altri due dai capitoli successivi.
Il gioco è stato presentato per la prima volta allo "Square Enix Party" di maggio 2007; la sua data d'uscita per il suolo nipponico è stata il 18 dicembre 2008 (lo stesso giorno del primo Final Fantasy) la versione americana è stata pubblicata il 25 agosto 2009 e quella per i territori PAL il 4 settembre 2009.
In origine il titolo fu concepito per essere uno spin-off dalla serie di Kingdom Hearts con i suoi protagonisti giocabili. Tuttavia l'idea fu cambiata in quanto la Disney espresse il suo disaccordo sull'inclusione dei propri personaggi in un picchiaduro.
Nel 2011 è stato pubblicato Dissidia 012 Final Fantasy, prequel di Dissidia Final Fantasy, con nuovi personaggi e un nuovo gameplay, mentre nel 2015 è stato pubblicato un videogioco arcade con il titolo Dissidia Final Fantasy NT.

## Trama

### Prologo
Nell'universo di Dissidia imperversa un conflitto tra due potentissime entità: Cosmos, la Dea dell'Armonia, e Chaos, il Dio della Discordia. La guerra tra le due divinità dura ormai da secoli, senza che nessuna delle due parti riesca a dimostrare la propria superiorità sull'altra. Per rompere questo ciclo continuo di battaglie, entrambi gli dei richiamano da mondi paralleli numerosi guerrieri della Luce e dell'Oscurità, chiedendo loro aiuto per sconfiggere la propria nemesi. Dopo innumerevoli battaglie, l'equilibrio si rompe a favore di Chaos e dei suoi guerrieri, che si trovano in schiacciante superiorità numerica, grazie a delle copie cristalline create dal dio oscuro come suo esercito. Rimasti in pochi, i guerrieri di Cosmos pregano la dea di aiutarli, e, nonostante ella sia sfinita dall'interminabile scontro e le sue forze siano sempre più deboli, Cosmos appare dinnanzi ai suoi seguaci e li incarica di recuperare i Cristalli, l'ultima speranza per salvare i loro universi e farvi ritorno.

### Odissea del Destino
Così, chi da solo, chi in gruppo con altri compagni, i guerrieri si avventurano alla ricerca dei Cristalli, scontrandosi con le proprie nemesi, e scoprendo ognuno risvolti segreti riguardo all'eterna lotta tra le due divinità. Combinando le diverse informazioni si viene dunque a sapere che lo scontro tra i due dei non è affatto eterno, e che anzi si è concluso molte volte a favore dell'una o dell'altra entità. Tuttavia, gli eroi scoprono che entrambi gli dei rispondono ad una entità superiore, e che al termine di ogni conflitto una creatura, il drago Shinryu, ripristina il mondo al suo stato di equilibrio, dando così vita ad una nuova battaglia fra dei, senza che nessuno dei due ricordi nulla dello scontro precedente. Così, per millenni, Cosmos e Chaos si sono affrontati, richiamando ogni volta i loro guerrieri, che sono tornati in vita al termine di ogni scontro finale per poter combattere di nuovo nella battaglia seguente. Dunque, anche distruggendo i loro nemici, i guerrieri della Luce scoprono che un giorno essi rinasceranno, e saranno costretti a combatterli di nuovo, senza ricordare di averli già sconfitti. Con molti dubbi nel cuore, i guerrieri trovano tutti i cristalli, e li riportano a Cosmos, sempre più stremata dallo scontro. Tuttavia, proprio in quel momento, appare Chaos, il dio oscuro, che sferra il colpo finale alla dea, uccidendola. Gli eroi riescono a sopravvivere alla morte di Cosmos solo perché in possesso dei Cristalli, che si scopre essere frammenti della stessa Cosmos, sacrificatasi per permettere loro di ottenere la forza per sconfiggere Chaos, e quindi si ritirano per studiare un piano d'azione.

### Impulso di Tenebra
Decisi ad eliminare Chaos, i guerrieri si avventurano nel mondo caotico da lui ora dominato, e scoprono con terrore che i loro nemici, i guerrieri dell'Oscurità, sono tuttora vivi e pronti a contrastarli, a causa del ciclo infinito di morte e rinascita voluto dal drago Shinryu.
Dopo molte battaglie, gli eroi affrontano Garland, il primo servitore di Chaos, che si rivela essere la mente dietro tutte le vicende: egli, intrappolato nel flusso del tempo, tra passato, presente e futuro, aveva ottenuto una forza tanto grande da manipolare il tempo stesso. Desideroso di liberarsi da quella prigione temporale, che lo costringeva a rinascere continuamente in epoche diverse senza mai trovare riposo, Garland aveva dunque corrotto Shinryu affinché gli consentisse di intervenire nella guerra eterna tra Chaos e Cosmos. Questo perché, come egli stesso rivela al dio oscuro, Garland non è altri che Chaos nel suo passato, ossia è la forma umana ormai da tempo dimenticata del dio della Discordia. Giunto in questo suo futuro con lo scopo di spezzare il ciclo eterno, Garland ha ingannato Chaos, il suo "io" asceso a divinità, affinché provocasse la definitiva morte di Cosmos, per poi tradirlo ed ucciderlo, cancellando dunque l'equilibrio e ponendo fine al ciclo eterno di rinascita. Tuttavia, il piano di Garland è ostacolato dalla stessa Cosmos, la cui forza vitale risiede ancora nei Cristalli, in possesso degli eroi. Garland affronta quindi gli eroi con lo scopo di distruggere i Cristalli, ma viene sconfitto, ed in punto di morte rivela agli eroi le intenzioni di Chaos, e l'ultima fase del suo piano: avendo rivelata la verità al dio oscuro, Chaos ha ora deciso di far sprofondare il mondo nell'oscurità e di togliersi la vita con esso, rompendo il ciclo come Garland desiderava. Garland scompare, sperando di trovare finalmente il riposo eterno da lui tanto agognato, mentre gli eroi raggiungono Chaos con lo scopo di fermarlo e di salvare dunque l'universo dalla sua distruzione.
Giunti al trono di Chaos, nel Baratro della follia (Edge of Madness), gli eroi lo affrontano per impedire che egli si suicidi insieme al mondo, e riescono a sconfiggerlo grazie all'aiuto dei Cristalli. Al termine dello scontro Chaos scompare, e l'energia caotica del dio viene compensata da quella ordinatrice dei cristalli di Cosmos, mettendo fine al ciclo eterno e creando un nuovo equilibrio universale, senza divinità opposte né battaglie. Trasportati in un mondo di passaggio, gli eroi si salutano, tornando ognuno al suo mondo d'origine, mantenendo però i ricordi dell'avventura che hanno vissuto insieme.

## Sistema di gioco
Dissidia, in quanto fighting game, si basa principalmente su combattimenti uno contro uno. Tuttavia presenta anche una Modalità storia molto estesa e articolata. La componente tattica ottiene anche maggior importanza nella modalità Colosseo (sbloccabile nel corso del gioco), mentre è anche presente una modalità Arcade (in cui le statistiche del giocatore e dei nemici sono prestabilite e bisogna solo affrontare nemici gestiti dalla CPU), e una modalità battaglia (per organizzare scontri singoli contro la CPU o i propri amici).

### Modalità storia
La modalità storia è la modalità che consente di seguire le vicende dei guerrieri di Cosmos e di Chaos ed è divisa in Odissee del Destino(Destiny Odissey), una per ogni guerriero di Cosmos.
Ogni Odissea è divisa in livelli (o piani) che si svolgono su una sorta di scacchiera, il personaggio utilizzato diventa una pedina e può muoversi sul piano spendendo i Punti Destino. L'obiettivo in ogni piano è quello di far raggiungere al personaggio una particolare casella, che può essere occupata da uno Stigma di Chaos (distrutto il quale il livello finisce subito), una Pedina di Chaos (che ci obbliga ad affrontare un guerriero di Chaos) o una Pedina di Cosmos (molto rara, ci fa affrontare un nostro alleato). Sulla scacchiera sono presenti molte altre pedine che possono essere nemici, forzieri o altri oggetti particolari. I nemici comuni sono costituiti da copie artificiali dei personaggi, create da Chaos per formare un esercito di soldati sacrificabili; queste copie hanno l'aspetto dei vari personaggi di entrambi gli schieramenti, ma sembrano costituiti di una materia cristallina semitrasparente, e presentano nomi che richiamano solamente la natura degli originali da cui sono stati clonati (ad esempio, la copia cristallina di Cloud Strife porta il nome di Soldato Illusorio, mentre quella di Cecil Harvey si chiama Cavaliere Fallace).
Ogni capitolo della Modalità Storia (di cui sono presenti, inizialmente, 10 Odissee del Destino con diversi livelli di difficoltà ed un Tutorial) è costituito di 5 piani, ed una volta terminato l'ultimo piano di ogni Odissea, il protagonista dovrà affrontare la sua nemesi e sconfiggerla definitivamente. Portando a termine una qualsiasi Odissea del Destino (ma il buon senso vorrebbe che le si completasse prima tutte, a causa della difficoltà elevata dei livelli successivi), si sbloccherà il capitolo finale della Storia, chiamato Impulso di Tenebra (Shade Impulse), formato da tre livelli di 5 piani ciascuno (durante i quali si riaffronteranno tutti i principali nemici del gioco), e da un ultimo livello di due piani, alla fine del quale si svolgerà il conflitto finale contro Chaos.
Terminato l'arco narrativo di Impulso di Tenebra, si sbloccano tre ulteriori capitoli (del tutto opzionali). Troveremo quindi Sogni di Gloria: La Donna della Leggenda (Distant Glory: Lady of Legend), durante il quale si fa conoscenza con Shantotto di FFXI, e si apprende la sua natura di consigliere della dea Cosmos, Sogni di Gloria: Redenzione del Guerriero (Distant Glory: Redemption of the Warrior) in cui bisognerà affrontare il Giudice Gabranth da FFXII, costretto nella sua mansione di guardiano del mondo di passaggio tra la vita e la morte, e il tremendo Caos Interiore (Inward Chaos), durante il quale affronteremo nemici spaventosamente forti, e al termine del quale andrà affrontato nuovamente Chaos, stavolta dotato di un livello altissimo (sarà infatti di livello 130, mentre il livello massimo del giocatore è 100).
Sconfitto anche questo avversario, la Modalità Storia sarà conclusa.

### Sistema di combattimento
Il sistema di combattimento di Dissidia Final Fantasy è stato descritto come "dramatic progressive action" ("azione drammatica progressiva"), dove l'intensità delle battaglie aumenta con la durata delle stesse.
I combattimenti avvengono in arene a tre dimensioni nelle quali ci si può muovere liberamente oltre ad essere distruttibili, e inoltre possibile spostarsi velocemente all'interno di esse tramite l'esecuzione di azioni speciali (tasto triangolo) come correre sui muri o slittare su rotaie metalliche.
Gli elementi principali del combattimento sono la barra dei PV, l'Audacia, l'Audacia di livello e la barra EX.
L'obiettivo principale del combattimento è quello di ridurre a zero la barra dei PV dell'avversario utilizzando gli Attacchi PV (tasto quadrato) il cui ammontare di danni sarà uguale al valore dell'Audacia del personaggio attaccante.
L'Audacia è un numero che, come già detto, indica la potenza degli Attacchi PV, essa aumenta colpendo il nemico con gli Attacchi Audacia (tasto cerchio) o distruggendo l'arena e diminuisce venendo colpiti da Attacchi Audacia o cadendo nelle trappole dell'arena. In pratica, ogni colpo inferto al nemico priva esso di parte della sua audacia per trasferirla a noi. Quando l'Audacia di un personaggio scende a zero, questi entra nello stato di Crollo (nel quale non gli è possibile infliggere alcun danno PV fin quando l'audacia non viene recuperata), mentre il personaggio che ha inflitto il crollo ottiene un bonus Audacia pari all'Audacia di livello (che aumenta a seconda del tipo di arena in cui ci si trova).
Un'ulteriore barra, la barra EX, viene riempita raccogliendo la Forza EX (sotto forma di punti luminosi sprigionati dai colpi inflitti) o i Nuclei EX (che compaiono durante lo scontro) disseminati per l'arena. Quando la barra è piena, è possibile attivare la Modalità EX (R1 + quadrato), nella quale gli Attacchi Audacia saranno potenziati e un Attacco PV attiverà l'Ipermossa EX, la tecnica più potente del personaggio.
Le Modalità EX e le Ipermosse EX sono diverse per ogni personaggio e sono tratte dal gioco da cui il personaggio proviene.

## Personaggi giocabili
Tutti i guerrieri di Cosmos saranno disponibili all'inizio del gioco, fatta eccezione per Shantotto, che potrà essere usata solo dopo aver completato la modalità storia.
I guerrieri di Chaos dovranno invece essere comprati al negozio prima di poter essere utilizzati, tranne per Gabranth, che come Shantotto potrà essere sbloccato solo dopo aver finito la modalità storia.

### Guerrieri di Cosmos
I guerrieri evocati da Cosmos, incaricati di recuperare i Cristalli. Sono i personaggi protagonisti dei primi dieci capitoli di Final Fantasy. Nonostante nel prologo si faccia accenno alla presenza di molti altri guerrieri della luce, appare evidente come i dieci eroi del gioco siano gli unici rimasti a fronteggiare Chaos e i suoi sottoposti; Cosmos stessa si riferisce ai suoi dieci difensori come "gli unici su cui possa ancora fare affidamento".
- Guerriero della Luce (Final Fantasy I)
- Firion (Final Fantasy II)
- Cavalier Cipolla (Final Fantasy III)
- Cecil Harvey (Final Fantasy IV)
- Bartz Klauser (Final Fantasy V)
- Terra Branford (Final Fantasy VI)
- Cloud Strife (Final Fantasy VII)
- Squall Leonhart (Final Fantasy VIII)
- Gidan Tribal (Final Fantasy IX)
- Tidus (Final Fantasy X)

### Guerrieri di Chaos
I dieci guerrieri evocati da Chaos. Sono i maggiori antagonisti dei precedenti capitoli di Final Fantasy.
- Garland (Final Fantasy I)
- L'Imperatore (Final Fantasy II)
- Nube Oscura (Final Fantasy III)
- Golbez (Final Fantasy IV)
- Exdeath (Final Fantasy V)
- Kefka (Final Fantasy VI)
- Sephiroth (Final Fantasy VII)
- Artemisia (Final Fantasy VIII)
- Kuja (Final Fantasy IX)
- Jecht (Final Fantasy X)

### Personaggi segreti
- Shantotto (Final Fantasy XI)
- Gabranth (Final Fantasy XII)

## Colonna sonora
La colonna sonora del videogioco è stata composta da Takeharu Ishimoto e contiene tre tracce cantate del gruppo canadese Your Favorite Enemies. È stata pubblicata il 24 dicembre 2008, sempre in territorio giapponese.

## Accoglienza
La rivista Play Generation diede al gioco un punteggio di 83/100, trovandolo un titolo che colpisce per l'originalità dei combattimenti e per la freschezza delle opzioni. Nella recensione del sequel, Dissidia 012 Final Fantasy, fu citato questo capitolo, il quale fu considerato uno dei migliori titoli per PSP.

### Vendite
Nella sua prima settimana d'uscita in Giappone vendette più di un mezzo milione di copie; inoltre fu anche distribuita una versione in bundle con PSP.